# Boristenites
|  | Per a altres significats, vegeu «Bió Boristenites». |

Els boristenites (en grec antic: Βορυσθενεῖται) eren un poble escita o traci que vivia a l'est del riu Borístenes, a la part de la desembocadura, i prenien el nom del riu. En parlen Heròdot, Dió Crisòstom, Llucià de Samòsata i d'altres. Esteve de Bizanci diu que era el nom que es donava també als habitants d'Òlbia, a Escítia, ciutat que anomenaven Borístenes per estar situada vora el riu Borístenes, l'actual Dnièper.